# Mälaröarnas Omnibuss
Mälaröarnas Omnibuss AB (MOAB) var ett trafikföretag som ansvarade för kollektivtrafiken på Mälaröarna, det vill säga nuvarande Ekerö kommun, och dess förbindelser med centrala Stockholm.

## Historia
Företaget grundades den 15 april 1930. Det övertog den 1 juni 1930 den busstrafik som tidigare bedrivits av Fritz Florén och John Bredler. Terminalpunkten inne i Stockholm låg vid Kronobergsparken i närheten av Fridhemsplan. 1968 flyttades anslutningen till Brommaplans tunnelbanestation.
Efter Hörjelöverenskommelsen och samordningen av all kollektivtrafik i Stockholms län togs bolaget över av AB Storstockholms Lokaltrafik (SL) den 1 oktober 1967. Det drevs under några år vidare som dotterbolag. Från januari 1973 blev verksamheten helt integrerad som en bussgrupp i SL.

## Mälarötrafiken efter Mälaröarnas Omnibuss AB
- Storstockholms Lokaltrafik (SL) i egen regi 1967−1993

Därefter entreprenadtrafik på uppdrag av SL:
- Swebus 1967−2009
- Arriva 2009−

## Verkställande direktörer
- John Bredler 1930-1956
- Hugo Björck 1956-1969
- Arne Parwe 1969-1974 (bussgruppchef under SL:s verkställande direktör)